# Плимут (Њу Хемпшир)
Плимут (енгл. Plymouth) насељено је место без административног статуса у америчкој савезној држави Њу Хемпшир.

## Демографија
По попису из 2010. године број становника је 4.456, што је 928 (26,3%) становника више него 2000. године.
| Група             | 2000.         | 2010.         |
| Белци             | 3.406 (96,5%) | 4.254 (95,5%) |
| Афроамериканци    | 15 (0,4%)     | 34 (0,8%)     |
| Азијати           | 33 (0,9%)     | 48 (1,1%)     |
| Хиспаноамериканци | 31 (0,9%)     | 78 (1,8%)     |
| Укупно            | 3.528         | 4.456         |